# 9008 Bohšternberk
9008 Bohšternberk este un asteroid din centura principală de asteroizi.

## Descriere
9008 Bohšternberk este un asteroid din centura principală de asteroizi. A fost descoperit pe 27 ianuarie 1984 la Observatorul Kleť de Antonín Mrkos. Asteroidul prezintă o orbită caracterizată de o semiaxă mare de 2,18 ua, o excentricitate de 0,11 și o înclinație de 6,4° în raport cu ecliptica.